# Ann Lee (énekesnő)
Ann Lee (született Annerley Emma Gordon, 1967. november 12.) angol eurodance énekes-dalszerző, aki a ’90-es évek végén vált híressé.

## Karrier
A ’80-as évek végén költözött Olaszországba, felfedezték a tehetségét és gyakran szerepelt vezető énekesként számos eurodance kislemezen, különböző álneveken, mint például a Charme, az Anne, az Ally & Jo, a DJ Space’C, a Lolita, az A Kay BJ, az Alex, a Wienna és a TH Express. Ezenkívül egy néhány Eurobeat kislemezt is kiadott az olasz A.Beat-C. kiadónál Annerley Gordon és Annalise néven. Gordon részt vett az eurodance stílusú Corona együttes "Rhythm of the Night" című dalának megírásában, ami 1993 decemberében jelent meg.
Gordon számos dalt írt a Whigfield projekt számára.
Az énekesnő első szóló, "2 Times" című kislemeze, amivel "Ann Lee" néven debütált, először 1998-ban jelent meg. 1999 elején újra kiadták, és a top 10-es élmezőnybe bejutó sláger lett Ausztriában, Franciaországban, Németországban, Olaszországban, Hollandiában és Norvégiában, ahogy Ausztráliában és Új-Zélandon is. A második helyet érte el szülőhazájában, az Egyesült Királyságban, és az első helyet szerezte meg Flandriában (Flamand régió) és Dániában. Kanadában a 14. helyet érte el a kislemezeladási toplistán. A "2 Times" a 2001-es Nyakiglove című film főcímdala volt.
A második kislemez, a "Voices" kevésbé lett népszerű, bár bejutott a top 10-be Csehországban, Spanyolországban és a top 30-ba az Egyesült Királyságban.
2007-ben Lee visszatért egy új albummal, a So Alive-val, és a "Catches Your Love" kislemezzel. 2009-ben egy új kislemezt adott ki, a "2 People"-t, az Off Limits kiadó gondozásában. Ugyanabban az évben decemberben énekelte el Favretto "I Get The Feeling" kislemezdalának a vokálját, szintén az Off Limits kiadónál jelent meg.

## Magánélet
Annerley Gordon házat vásárolt Olaszországban 2005-ben, és ugyanabban az évben fia született.

## Diszkográfia

### Albumok
- 1999: Dreams
- 2007: So Alive

### Kislemezek
| Év                                                          | Cím            | Legjobb helyezések | Legjobb helyezések | Legjobb helyezések | Legjobb helyezések | Legjobb helyezések | Legjobb helyezések | Legjobb helyezések | Legjobb helyezések | Legjobb helyezések | Legjobb helyezések | Minősítések (minősítési küszöbszámok)                      | Album              |
| Év                                                          | Cím            | UK                 | AUS                | AUT                | BEL (Vl)           | CAN                | FRA                | GER                | IRE                | NED                | SPA                | Minősítések (minősítési küszöbszámok)                      | Album              |
| ----------------------------------------------------------- | -------------- | ------------------ | ------------------ | ------------------ | ------------------ | ------------------ | ------------------ | ------------------ | ------------------ | ------------------ | ------------------ | ---------------------------------------------------------- | ------------------ |
| 1999                                                        | "2 Times"      | 2                  | 4                  | 3                  | 1                  | 14                 | 9                  | 5                  | 2                  | 4                  | 13                 | - BPI: Gold - ARIA: Platinum - BVMI: Gold - IFPI AUT: Gold | Dreams             |
| 1999                                                        | "Voices"       | 27                 | —                  | 18                 | 13                 | —                  | 57                 | 53                 | —                  | 55                 | 6                  |                                                            | Dreams             |
| 2000                                                        | "Ring My Bell" | —                  | —                  | —                  | —                  | —                  | 61                 | —                  | —                  | —                  | 17                 |                                                            | Dreams             |
| 2001                                                        | "So Deep"      | —                  | —                  | —                  | —                  | —                  | —                  | —                  | —                  | —                  | —                  |                                                            | Dreams             |
| 2003                                                        | "No No No"     | —                  | —                  | —                  | —                  | —                  | —                  | —                  | —                  | —                  | —                  |                                                            | Nem album kislemez |
| 2007                                                        | "No No No"     | —                  | —                  | —                  | —                  | —                  | —                  | —                  | —                  | —                  | —                  |                                                            | So Alive           |
| 2007                                                        | "2 Times 2007" | —                  | —                  | —                  | —                  | —                  | —                  | —                  | —                  | —                  | —                  |                                                            | Nem album kislemez |
| 2009                                                        | "2 People"     | —                  | —                  | —                  | —                  | —                  | —                  | —                  | —                  | —                  | —                  |                                                            | Nem album kislemez |
| "—" nem szerepelt listán, vagy nem jelent meg az országban. |                |                    |                    |                    |                    |                    |                    |                    |                    |                    |                    |                                                            |                    |

## Fordítás
- Ez a szócikk részben vagy egészben  az   Ann Lee (singer) című angol Wikipédia-szócikk fordításán alapul.  Az eredeti cikk szerkesztőit annak laptörténete sorolja fel. Ez a jelzés csupán a megfogalmazás eredetét és a szerzői jogokat jelzi, nem szolgál a cikkben szereplő információk forrásmegjelöléseként.